# Miruek Taman
Miruek Taman is een bestuurslaag in het regentschap Aceh Besar van de provincie Atjeh, Indonesië. Miruek Taman telt 1112 inwoners (volkstelling 2010).